# مخلوطة
المخلوطة هي وصفة من المطبخ اللبناني، لها قيمة غذائية عالية لأنها غنية بالحبوب. تحضّر من العدس، الفاصولياء، الحمّص، اللوبياء، البرغل، البصل، زيت الزيتون، الكمون والملح.
تحتوي وجبة المخلوطة (250غ تقريباً) على المكونات الغذائية التالية:
- السعرات الحرارية: 327
- الدهون: 16
- الدهون المشبعة: 2
- الكوليسترول: 0
- الكاربوهيدرات: 37
- البروتينات: 12

وذلك بدون اللوبياء.